# Kolla hoozanensis
Kolla hoozanensis är en insektsart som beskrevs av Heinrich Christian Friedrich Schumacher 1915. Kolla hoozanensis ingår i släktet Kolla och familjen dvärgstritar. Inga underarter finns listade i Catalogue of Life.